# Kursywa

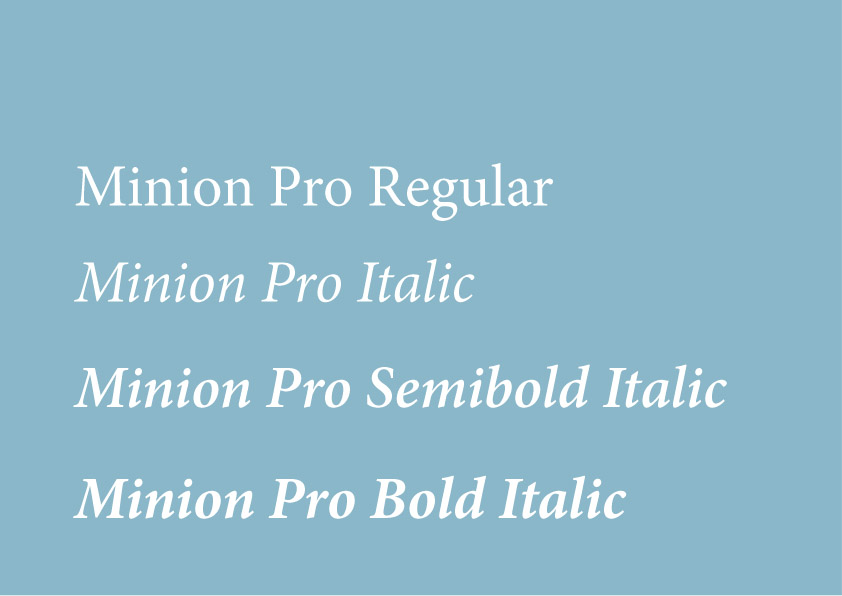
Minion Pro i jego trzy odmiany kursywne

Kursywa – odmiana pisma, zazwyczaj pochyła, o charakterze bardziej płynnym niż antykwa, choć nawiązująca do niej stylem. Wywodzi się z odręcznego pisma karolińskiego i rozwinęła się w XV-wiecznych Włoszech. Większość kursyw (choć nie wszystkie) jest pochylona w prawo pod kątem ok. 2–20 stopni. Zazwyczaj kursywa jest jedną z trzech podstawowych odmian kroju pisma, obok odmiany prostej (antykwy) i pogrubionej.
W najbardziej potocznym rozumieniu mianem kursywy określa się każde pismo pochyłe, istnieje jednak zasadnicza różnica pomiędzy pismem prostym mechanicznie pochylonym w programie do edycji tekstu (ang. oblique) a kursywą specjalnie zaprojektowaną dla danego kroju (ang. italic).
Obecnie, za sprawą wpływu terminologii angielskiej, synonimem kursywy w potocznej polszczyźnie stał się również wyraz „italik” w odniesieniu do każdego użycia kroju pisma w odmianie pochyłej. Fachowo rozumiany italik jest jedynie rodzajem kursywy (w artykule italik znajduje się szersze opisanie tego problemu terminologicznego).

## Użycie kursywy
Kursywę czyta się znacznie wolniej niż antykwę i w większych ilościach jest dla czytelnika męcząca, dlatego na ogół jest używana do wyróżniania pewnych elementów tekstu. W tekstach składanych w języku polskim stosuje się ją przede wszystkim dla:
- tytułów książek, utworów dramatycznych, utworów poetyckich (można je również ujmować w cudzysłowy, wtedy nie stosujemy kursywy);
- tytułów filmów, niecyklicznych programów telewizyjnych i radiowych;
- tytułów dzieł sztuki, piosenek, utworów muzycznych;
- słów i wyrażeń obcojęzycznych z wyjątkiem włączonych do rodzimego systemu fleksyjnego;
- didaskaliów;
- określonych elementów publikacji, takich jak cytaty, dedykacje, krótkie przedmowy, motta.

Kursywę stosuje się również do podkreślania miejsc, które mają zwrócić szczególną uwagę czytelnika, używa się jej także w publikacjach naukowych np. dla łacińskich nazw gwiazdozbiorów czy symboli wielkości fizycznych. W beletrystyce można ją zastosować do wyodrębnienia niewypowiedzianych myśli postaci. Często jest ona stosowana w składzie listów, gdyż swoim charakterem nawiązuje do pisma odręcznego. 
Kursywy nie powinno się używać do zapisu tytułów cyklicznych programów telewizyjnych i radiowych, tytułów czasopism, serii wydawniczych, rozdziałów. W tych wypadkach stosujemy cudzysłów.